# John McIntosh Bruce
John McIntosh Bruce (Scozia, 1923 – 1º agosto 2002) è stato uno scrittore e aviatore britannico, noto a tutti come Jack. Fu custode e vicedirettore del Royal Air Force Museum fino al suo pensionamento nel 1983. Era considerato la massima autorità sugli aerei britannici della prima guerra mondiale.

## Biografia
Nacque in Scozia nel 1923 e studiò a Scone e a Perth. Quando nel 1941, in piena seconda guerra mondiale, fu costituito l'Edinburgh University Air Squadron ne fu uno dei suoi membri fondatori e nel 1942 si arruolò nella Royal Air Force. Gran parte del suo servizio militare venne effettuato in Canada, dove ottenne il brevetto di pilota, e poi prestò servizio come Staff Navigator. Per entrare a far parte della RAF interruppe gli studi presso l'università di Glasgow, dove ottenne la laurea in "absentia" come Master of Arts nel 1943.
Nel 1946 lasciò la Royal Air Force e iniziò una carriera nel servizio civile. Fu durante questo periodo che iniziò a fare ricerche sugli aerei britannici della prima guerra mondiale e il suo primo articolo, riguardante l'aereo da caccia Beardmore W.B.III, derivato dal Sopwith Pup, apparve nel 1950. Il suo secondo articolo era la storia del De Havilland DH.4 e questo fu il primo di diciotto articoli che pubblicò sulla rivista Flight.
Mentre la serie era ancora in corso, la casa editrice G. P. Putnam's Sons pubblicò il suo primo libro, British Airplanes 1914-1918. Questa massiccia opera, contenente 400.000 parole, 657 illustrazioni e venduta al dettaglio per l'enorme somma di 12 ghinee, divenne rapidamente il riferimento principale sull'argomento. Il libro consacrò la reputazione dell'autore ed a esso sono seguiti altri articoli e libri, la cui ricerca e scrittura erano della massima qualità. Ha contribuito regolarmente alla rivista Air Pictorial e ha scritto 26 delle monografie della serie Profile Publications, mentre i suoi volumi nella serie Warplanes of the First World War della Macdonald hanno corretto alcune delle informazioni originariamente contenute nella pubblicazione edita da Putnam.
Quando il Royal Air Force Museum iniziò a reclutare il personale nel 1966, egli fu nominato, attraverso un concorso pubblico, Custode dei registri degli aeromobili e dell'aviazione, prima di diventare Custode degli aerei e degli studi di ricerca e poi Custode e vicedirettore del museo. Ha descritto quest'ultimo ruolo come responsabile generale per la più grande, rappresentativa e importante collezione di aerei e dell'aeronautica della nazione. Dopo il suo ritiro, ha prestato servizio per un periodo come Charles A. Lindbergh Professor of Aerospace History presso lo Smithsonian Institution di Washington DC.
Continuò a scrivere articoli negli anni ottanta e anni novanta del XX secolo per le riviste Air Enthusiast e Airplane Monthly, mentre la casa editrice Putnam ha pubblicato il suo Airplanes of the Royal Flying Corps Military Wing nel 1982. È stato l'autore di tutti i libri della Albatros Publications sugli aerei britannici.
Tra molti altri ruoli svolti fu vicepresidente della Cross & Cockade International dal 1971 fino alla sua morte, e divenne Compagno dell'Ordine dell'Impero britannico nel 1975.
Il Museo ha acquistato molte delle fotografie all'asta, dopo la sua morte, avvenuta nel 2002. La collezione di quasi 23.000 fotografie è stata catalogata e digitalizzata da Julian Hale, con il supporto di Cross & Cockade International.

## Pubblicazioni
- British aeroplanes, 1914-18, Putnam, London, 1957.
- Fokker the creative years, con Alfred Richard Weyl e Anthony Herman Gerard Fokker, Nugget Box (PBFA), Stafford, 1965.
- War Planes of the First World War Fighters Vol I, Doubleday, Garden City, NY,, 1965
- War planes of the First World War Fighters Vol.2.,: Macdonald & Co, London ,1968.
- War planes of the First World War Fighters Vol.3.,: Macdonald & Co, London ,1972.
- War planes of the First World War Fighters Vol.4,: Macdonald & Co, London ,1972.
- War planes of the First World War Fighters Vol.5. France,: Macdonald & Co, London ,1969.
- Spad Scouts SVII-SXIII, con Michael P. Roffe, Richard Ward, Arco Pub. Co., New York, 1969.
- The Aeroplanes of the Royal Flying Corps (Military Wing), Putnam, London, 1982.
- The Bristol Fighter, Arms and Armour Press, Poole, 1985.
- The Sopwith Fighters, Arms and Armour Press, Poole, 1986.
- Britain's first warplanes, Arms and Armour, Poole, 1987.
- Nieuport Aircraft of World War One, 1988.
- de Havilland Aircraft of World War One, Arms & Armour, Poole, 1991.
- The Lancaster Manual The Official Air Publication for the Lancaster Mk I and III 1942-1945, Greenhill Books, 2001.

### Pubblicazioni della serie Windsock Datafile
- Windsock Datafile No. 02 – Sopwith Pup, Albatros Productions,  Berkhamsted, 1992.
- Windsock Datafile No. 06 – Sopwith 2F1 Camel, Albatros Productions,  Berkhamsted, 1987.
- Windsock Datafile No. 08 – SPAD 7.C1, Albatros Productions,  Berkhamsted, 1996.
- Windsock Datafile No. 10 - RAF SE5a, Albatros Productions Ltd,  Berkhamsted, 1994.
- Windsock Datafile No. 12 – Hanriot HD.1, Albatros Productions Ltd,  Berkhamsted, 1988.
- Windsock Datafile No. 14 - RAF BE.2e, Albatros Productions,  Berkhamsted, 1989.
- Windsock Datafile No. 16 – Morane Saulnier Type L, Albatros Productions,  Berkhamsted, 1989.
- Windsock Datafile No. 18 - RAF FE2b, Albatros Productions,  Berkhamsted, 1998.
- Windsock Datafile No. 20 – Nieuport 17, Albatros Productions,  Berkhamsted, 1990.
- Windsock Datafile No. 22 – Sopwith Triplane, Albatros Productions,  Berkhamsted, 1990.
- Windsock Datafile No. 24 – RAF RE8, Albatros Productions,  Berkhamsted, 1990.
- Windsock Datafile No. 26 – Sopwith Camel, Albatros Productions,  Berkhamsted, 1990.
- Windsock Datafile No. 28 – Avro 504K, Albatros Productions, Berkhamsted, 1991.
- Windsock Datafile No. 30 - RAF SE5a, Albatros Productions,  Berkhamsted, 1991.
- Windsock Datafile No. 32 – SPAD 13.C1, Albatros Productions,  Berkhamsted, 1992.
- Windsock Datafile No. 38 – Airco DH10, Albatros Productions,  Berkhamsted, 1993.
- Windsock Datafile No. 42 – RAF BE2C, Albatros Productions,  Berkhamsted, 1993.
- Windsock Datafile No. 44 – Bristol Scouts, Albatros Productions, Berkhamsted, 1994.
- Windsock Datafile No. 46 – Sopwith Snipe, Albatros Productions,  Berkhamsted, 1994.
- Windsock Datafile No. 48 – Airco DH2, Albatros Productions, Berkhamsted, 1994.
- Windsock Datafile No. 50 – Airco DH5, Albatros Productions, Berkhamsted,  1995.
- Windsock Datafile No. 52 – Bristol M1, Albatros Productions,  Berkhamsted, 1995.
- Windsock Datafile No. 54 – Sopwith Dolphin, Albatros Productions,  Berkhamsted, 1995.
- Windsock Datafile No. 56 – Vickers FB5, Albatros Productions,  Berkhamsted, 1996.
- Windsock Datafile No. 58 – Morane~Saulnier Types N,I,V, Albatros Productions,  Berkhamsted, 1996.
- Windsock Datafile No. 60 – Sopwith Baby, Albatros Productions,  Berkhamsted, 1996.
- Windsock Datafile No. 62 – RAF RE5/7, Albatros Productions,  Berkhamsted, 1997.
- Windsock Datafile No. 64 – AW FK.8, Albatros Productions,  Berkhamsted, 1997.
- Windsock Datafile No. 66 – RAF BE12a/b, Albatros Productions,  Berkhamsted, 1997.
- Windsock Datafile No. 68 – Nieuport 10-12, Albatros Productions,  Berkhamsted, 1998.
- Windsock Datafile No. 70 – Martinsyde Elephant, Albatros Productions,  Berkhamsted, 1998.
- Windsock Datafile No. 72 – Airco DH9, Albatros Productions,  Berkhamsted, 1998.
- Windsock Datafile No. 74 – RAF FE8, Albatros Productions,  Berkhamsted, 1999.
- Windsock Datafile No. 76 – Martynside Buzzard, Albatros Productions,  Berkhamsted, 1999.
- Windsock Datafile No. 80 – Sopwith ½ Strutter, Albatros Productions,  Berkhamsted, 1992.
- Windsock Datafile No. 82 – Felixstowe F.2A, Albatros Productions,  Berkhamsted, 2000.
- Windsock Datafile No. 85 – Shorth 184, Albatros Productions,  Berkhamsted, 2001.
- Windsock Datafile No. 90 – Sopwith B1 & T.1 Cuckoo, Albatros Productions,  Berkhamsted, 2001.
- Windsock MiniDatafile No. 004 – SPAD S.A-2/S.A-4, Albatros Productions,  Berkhamsted, 1996.
- Windsock MiniDatafile No. 005 – Morane-Saulnier Type A1, Albatros Productions,  Berkhamsted, 1996.
- Windsock MiniDatafile No. 009 – Sopwith Tabloid, Albatros Productions,  Berkhamsted, 1997.

### Fonti
1. 1 2 3 4 5 6 7 8 9 10 11 12 13 14 15 16 17 18 19  Raf Museum.